# Ковалёва, Галина Александровна
Галина Александровна Ковалёва (7 марта 1932, Северо-Кавказский край — 7 января 1995, Санкт-Петербург) — советская российская оперная певица (лирико-колоратурное сопрано), педагог. Народная артистка СССР (1974).

## Биография
Галина Ковалёва родилась 7 марта 1932 года в посёлке Горячий Ключ (ныне — город Горячий Ключ в Краснодарском крае, Россия).
В 1959 году окончила Саратовскую консерваторию имени Л. В. Собинова по классу пения О. Н. Стрижовой. Во время обучения получала Собиновскую стипендию. В 1957 году, будучи ещё студенткой четвёртого курса, участвовала в концертах VI Всемирного фестиваля молодежи и студентов в Москве.
С 1958 года — солистка Саратовского театра оперы и балета.
С 1960 года — солистка Ленинградского театра оперы и балета имени С. М. Кирова (ныне Мариинский театр). В 1961 году дебютировала в партии Розины в опере «Севильский цирюльник» Дж. Россини. В дальнейшем получила известность в таких партиях зарубежного репертуара, как Лючия («Лючия ди Ламмермур» Г. Доницетти), Виолетта («Травиата» Дж. Верди). Певице также близок русский репертуар: в операх Н. А. Римского-Корсакова — Марфа («Царская невеста»), Царевна-Лебедь («Сказка о царе Салтане»), Волхова («Садко»), в операх М. И. Глинки — Антонида («Иван Сусанин»), Людмила («Руслан и Людмила»).
Пела в дуэтах с такими выдающимися певцами своего времени, как Николай Гяуров, Георг Отс, Хендрик Крумм, Владимир Атлантов, Виргилиус Норейка, Елена Образцова, Ирина Богачёва и другими. Выступала и как концертная певица.
Гастролировала в Болгарии, Чехословакии, Франции, Италии, Канаде, Польше, ГДР, Японии, США, Швеции, Великобритании, странах Латинской Америки.
С 1970 года — доцент Ленинградской консерватории (с 1981 года — профессор). Известные ученики — С. А. Ялышева, Ю. Н. Замятина.
Член КПСС с 1965 года.

Могила Г. А. Ковалёвой на Литераторских мостках Волковского кладбища в Санкт-Петербурге

Скончалась 7 января 1995 года в Санкт-Петербурге от онкологического заболевания. Похоронена на Литераторских мостках Волковского кладбища.
В городском историческом музее им. И. Д. Попко в г. Горячий Ключ представлена экспозиция, посвященная Галине Александровне. 

### Семья
- Первый супруг — Анатолий Васильевич Катков (1935—2005), тромбонист и музыкальный педагог, солист оркестра Ленинградского государственного Академического театра оперы и балета имени С. М. Кирова, заслуженный артист РСФСР (1980).
- Второй супруг (1977—1995) — Фабрицкий Вениамин Борисович (1932—2019), архитектор, лауреат Государственной премии РФ.

## Творчество

### Оперные партии
- 1961 — «Севильский цирюльник» Дж. Россини — Розина (дебют)
- «Риголетто» Дж. Верди — Джильда
- «Травиата» Дж. Верди — Виолетта
- «Трубадур» Дж. Верди — Леонора
- «Аида» Дж. Верди — Аида
- «Лючия ди Ламмермур» Г. Доницетти — Лючия
- «Манон» Ж. Массне — Манон
- «Волшебная флейта» В. А. Моцарта — Царица Ночи
- «Кармен» Ж. Бизе — Микаэла
- «Царская невеста» Н. А. Римского-Корсакова — Марфа
- «Снегурочка» Н. А. Римского-Корсакова — Снегурочка
- «Сказка о царе Салтане» Н. А. Римского-Корсакова — Царевна-Лебедь
- «Садко» Н. А. Римского-Корсакова — Волхова
- «Иван Сусанин» М. И. Глинки — Антонида
- «Руслан и Людмила» М. И. Глинки — Людмила
- «Война и мир» С. С. Прокофьева — Наташа Ростова
- «Обручение в монастыре» С. С. Прокофьева — Луиза
- «Пётр Первый» А. П. Петрова — Анастасия
- «Октябрь» В. И. Мурадели — дочь рабочего
- «Пиковая дама» П. И. Чайковского — Прилепа
- «Иоланта» П. И. Чайковского — Иоланта
- «Три толстяка» В. И. Рубин — Суок
- «Лакме» Л. Делиба — Лакме
- «Бал-маскарад» Дж. Верди — Оскар
- «Гуняди Ласло» Ф. Эркеля — Мария

### Камерный репертуар
Также выступала как камерная певица и имела обширный камерный репертуар: романсы П. И. Чайковского, С. В. Рахманинова, С. И. Танеева, П. П. Булахова, А. Л. Гурилёва, А. Г. Варламова, А. К. Глазунова, произведения С. С. Прокофьева, Д. Д. Шостаковича, Ю. А. Шапорина, Р. М. Глиэра, Г. В. Свиридова. В её концертных программах были представлены произведения Р. Шумана, Ф. Шуберта, И. Брамса, И. С. Баха, Ф. Листа, Г. Генделя, Э. Грига, Э. Шоссона, К. Дюпарка, к. Дебюсси.
Певица включала в свои концерты арии и сцены из опер, которые ей не удалось исполнить в театре, например: арии из опер В. А. Моцарта («Так поступают все женщины»), Г. Доницетти («Дон Паскуале»), Ф. Чилеа («Адриана Лекуврёр»), Дж. Пуччини («Мадам Баттерфляй»), Дж. Мейербера («Гугеноты»), Дж. Верди («Сила судьбы»).
На протяжении многих лет выступала в содружестве с органистами. Её постоянный партнёр — ленинградская органистка Н. И. Оксентян. В интерпретации певицы звучали под орган музыка итальянских мастеров, арии из кантат и ораторий И. С. Баха, Г. Генделя, вокальные сочинения Ф. Шуберта, Р. Шумана, Ф. Листа. Также исполняла «Концерт для голоса с оркестром» Р. М. Глиэра, крупные сольные партии в «Реквиеме» Дж. Верди, во «Временах года» Й. Гайдна, во Второй симфонии Г. Малера, в «Колоколах» С. В. Рахманинова, в симфонии-кантате Ю. А. Шапорина «На поле Куликовом».

## Фильмография
- 1964 — Когда песня не кончается — исполнительница 2 части Концерта для колоратурного сопрано с оркестром Р. М. Глиэра
- 1967 — Свадьба в Малиновке — Яринка (озвучание песен)
- 1983 — Карамболина-карамболетта — Фиалка

## Звания и награды
- Лауреат Международного конкурса молодых оперных певцов в Софии (1961, 2-я премия)[2]
- Лауреат IX Международном конкурсе вокалистов в Тулузе (1962, 1-я премия)
- Лауреат Монреальского международного конкурса исполнителей (1967)
- Заслуженная артистка РСФСР (1964)[3]
- Народная артистка РСФСР (1967)
- Народная артистка СССР (1974)
- Государственная премия РСФСР имени М. И. Глинки (1978) — за исполнение партий Антониды и Марфы в оперных спектаклях «Иван Сусанин» М. И. Глинки и «Царская невеста» Н. А. Римского-Корсакова
- Орден Трудового Красного Знамени (4 июля 1983)